# Вибори до Європейського парламенту у Великій Британії 2014

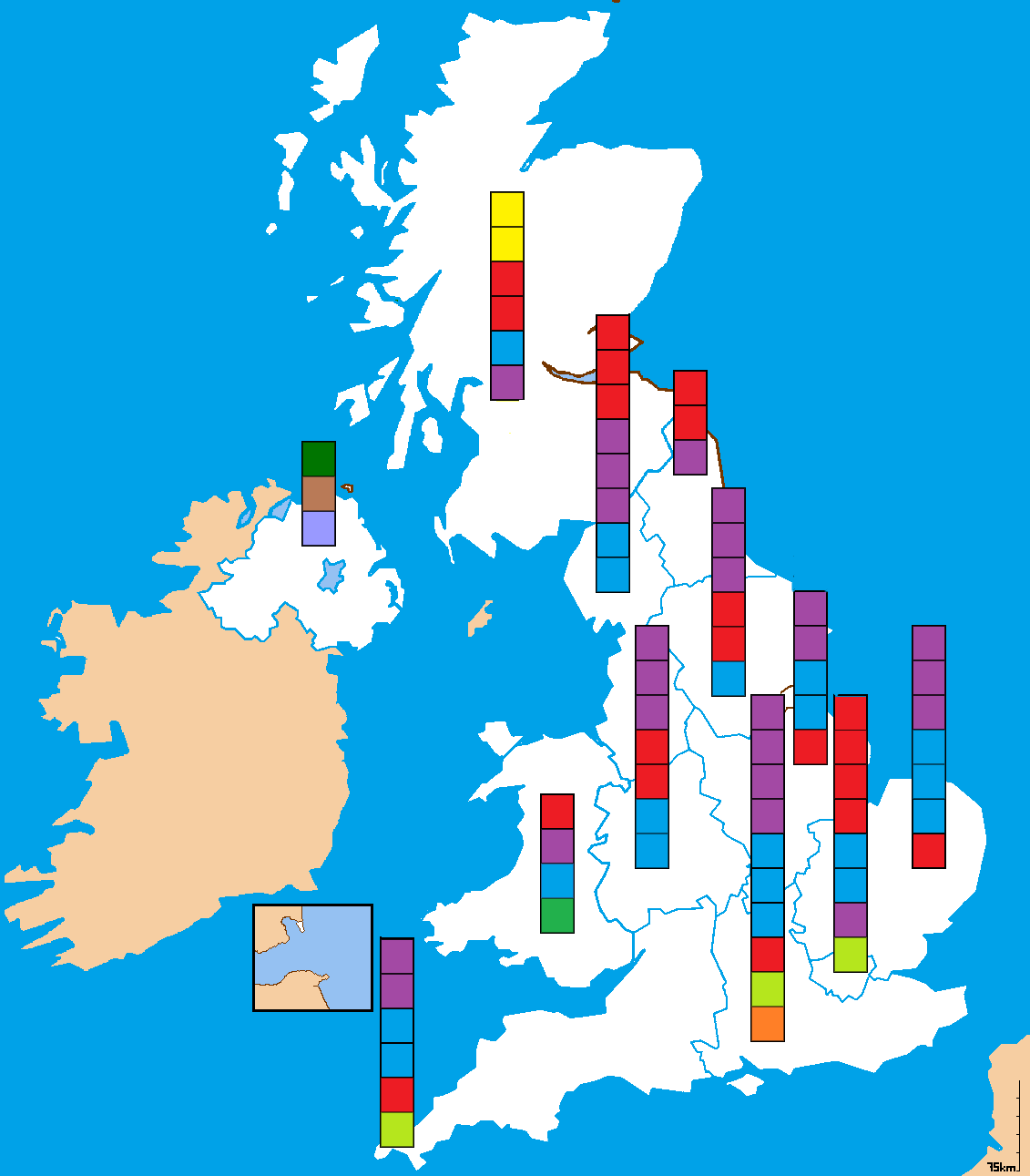
Результат на виборах

Вибори в Європейський парламент у Сполученому Королівстві пройшли 22 травня 2014. На виборах обрана британська делегація, що складається з 73 депутатів.

## Виборча система та регіональне представництво
Європейські вибори в Великої Британії проходять за партійними списками згідно з пропорційною виборчою системою.
Порівняно з попередніми європейськими виборами 2009 представництво Сполученого Королівства збільшено з 72 до 73 місць. Додаткове місце було віддано округу Західний Мідленд.
Місця розподілені між 12 виборчих округів таким чином:
- Східний Мідленд — 5 місць
- Східна Англія — 7 місць
- Лондон — 8 місць
- Північно-Східна Англія — 3 місця
- Північно-Західна Англія — 8 місць
- Південно-Східна Англія — 10 місць
- Південно-Західна Англія — 6 місць
- Західний Мідленд — 7 місць
- Йоркшир та Гамбер — 6 місць
- Уельс — 4 місця
- Шотландія — 6 місць
- Північна Ірландія — 3 місця